# Hans-Werner Sinn
Hans-Werner Sinn (né le 7 mars 1948) est un économiste allemand et président de l'Ifo Institute for Economic Research de 1999 à 2016.
Il est professeur émérite d'économie et de finances publiques à l'université de Munich.

## Parcours universitaire
Après avoir étudié l'économie à l'université de Münster de 1967 à 1972 et obtenu son doctorat à l'université de Mannheim en 1978, Hans-Werner Sinn a reçu la venia legendi en 1983, également de l'université de Mannheim.
Depuis 1984, Hans-Werner Sinn est professeur titulaire à la faculté d'économie de l'université de Munich (LMU), occupant d'abord la chaire d' économie et d'assurance, et à partir de 1994 la chaire d'économie et de finances publiques.
Depuis 1988, il est professeur honoraire de l'université de Vienne, où il a donné de nombreuses conférences et depuis 2017, il est professeur invité permanent à l'université de Lucerne, en Suisse.
En 1991, il a fondé le Centre d'études économiques de l'université de Munich.
Depuis 1999, date à laquelle il est devenu président de l'Institut Ifo, le CES et l'Institut Ifo se sont réunis au sein d'une organisation commune, le Groupe CESifo qui rassemble 1000 professeurs d'économie de 63 pays, publie plus de 500 rapports de recherche et organise environ 25 conférences par an.
Depuis 1989, Hans-Werner Sinn siège au conseil consultatif du ministère allemand de l'économie.

## Thèmes de recherche
À l'exception de son mémoire de fin d'études, également publié dans une revue, sur la loi marxienne de la baisse tendancielle du taux de profit, Hans-Werner Sinn s'est particulièrement penché dans ses premières années sur la théorie du risque économique. Il s'est fait un nom avec sa thèse "Ökonomische Entscheidungen bei Ungewissheit" (1980), publiée en anglais sous le titre "Economic Decisions under Uncertainty" (1983), avec de nombreux articles dérivés. Les travaux ultérieurs se sont concentrés sur la base axiomatique de l'analyse moyenne-variance, sur le fondement du principe de raison insuffisante, sur le fondement psychologique des fonctions de préférence de risque et sur l'analyse des décisions de risque sous responsabilité limitée, qu'il a ensuite développé en une théorie de réglementation bancaire dans ses conférences Yrjö Jahnsson, "The New Systems Competition". En 2003, dans la revue Finanzarchiv, il a déclenché un débat académique sur la réglementation bancaire dans lequel il a été critiqué par des économistes orientés vers le marché pour avoir favorisé une réglementation bancaire plus stricte afin d'éviter une prise de risque excessive. Avec sa thèse en 1977 sur l'excès de propension au risque sous les restrictions de responsabilité, Hans-Werner Sinn, de l'avis de Martin Hellwig, a précédé l'analyse pionnière de Stiglitz et Weiss de 1981,. Son travail dans ce domaine a de nouveau été publié sous forme de volume de réimpression en 2008. Sur la base de ses recherches sur la théorie du risque, Hans-Werner Sinn a développé sa théorie influente de l'État assureur, dans laquelle il interprète l'activité de redistribution de l'État via le système de transferts fiscaux comme une protection d'assurance, montrant que cette activité peut avoir une influence favorable sur la volonté des gens de prendre des risques productifs. Son travail sur la théorie de l'État-providence en 1995 est considéré comme une contribution importante sur la légitimité de l'activité de redistribution de l'État.
Les problèmes de croissance économique à plus long terme figuraient également sur son programme de recherche. Hans-Werner Sinn a été le premier économiste à formuler le modèle de planification centrale de la croissance économique dans la tradition de Robert Solow en tant que modèle d'équilibre général avec des agents optimisant de manière décentralisée et des conditions d'équilibre du marché dans un article publié en allemand en 1980 et deux ans plus tard en anglais, et avant des travaux similaires par Chamley en 1981 et Abel et Blanchard en 1983,,,.
Son étude sur les effets stimulants de l'amortissement accéléré et des différentes composantes de la fiscalité des revenus du capital sur l'allocation intertemporelle, internationale et intersectorielle est toujours considérée comme l'un des ouvrages de référence dans ce domaine.
Hans-Werner Sinn a contribué à la discussion sur la réforme des retraites allemandes avec son article "Réforme des retraites et crise démographique. Pourquoi un système financé est nécessaire et pourquoi il n'est pas nécessaire » publié en 2000. Ici, à l'aide d'équivalents en valeur actuelle, il a montré que les faibles rendements de l'assurance pension légale basée sur la méthode de répartition n'ont qu'un désavantage d'efficacité apparent par rapport à une procédure par capitalisation. Cette découverte a été développée dans un certain nombre d'études ultérieures.
Récemment, Hans-Werner Sinn s'est penché sur le problème du réchauffement climatique dans un article "Public Policies against Global Warming" et dans son livre "Das grüne Paradoxon" (la version anglaise, The Green Paradox, a été publiée par MIT Press en 2012). Dans ces études, Hans-Werner Sinn a développé une théorie du côté de l'offre du changement climatique en reliant les approches de la théorie du climat à la théorie des ressources naturelles épuisables. Sa thèse du « paradoxe vert » consiste à affirmer que les politiques environnementales qui favorisent les technologies de substitution au fil du temps avec une intensité croissante (et dans le processus abaissent les prix des combustibles fossiles par rapport aux valeurs qu'ils auraient autrement obtenues) inciteront les fournisseurs de ressources à accélérer l'extraction, contribuant ainsi à au réchauffement climatique.

## Prises de position en matière de politiques économiques
En 2005, il a été l'un des premiers économistes allemands à signer le "Hamburger Appell", qui plaidait pour des réformes fondamentales du côté de l'offre et rejetait les concepts de politique économique axés sur la demande. Parallèlement, Hans-Werner Sinn utilise les instruments de la théorie keynésienne de la demande pour ses analyses de l'activité économique. Avec ses études sur l'assurance retraite, dans lesquelles il a plaidé pour un financement partiel en capital, ainsi qu'en conseillant directement le ministère fédéral du travail et des affaires sociales (Allemagne) (via le CES, son institut universitaire) et en contribuant à une expertise sur pensions pour le ministère de l'Économie, Hans-Werner Sinn a participé à l'introduction de la « Riester-Rente », un régime de retraite à financement privé soutenu par le gouvernement allemand sous la forme de subventions et de déductions fiscales.
En 2003, il a vu l'attractivité de l'Allemagne en tant que lieu d'investissement menacé par des coûts de main-d'œuvre trop élevés et a appelé à des réformes structurelles du marché du travail. Celles-ci incluent des clauses de sauvegarde pour les conventions collectives salariales, l'abolition des lois de protection contre les licenciements et des heures de travail plus longues sans compensation salariale. Il a également critiqué les effets restrictifs sur l'emploi du système allemand de remplacement des salaires. Comme alternative, il a développé en 2002 le modèle d'activation de la protection sociale. Ses recommandations politiques ont influencé les réformes de l'Agenda 2010. Selon le Pr. Wolfgang Wiegard, alors président du Conseil des conseillers économiques, son travail a été le plan des réformes de l'Agenda 2010.
Hans-Werner Sinn a qualifié l'économie allemande d'"économie de bazar" parce que la part des apports de l'étranger dans la production industrielle allemande est en augmentation. En même temps, il souligne que cela ne doit pas être assimilé à une rupture de la valeur ajoutée des exportations. Au lieu de cela, l'Allemagne a décimé son secteur intérieur par des augmentations de salaires excessives et a entraîné des quantités excédentaires de capital et de main-d'œuvre qualifiée dans les secteurs d'exportation à forte intensité de main-d'œuvre et de connaissances, où moins de travailleurs moins qualifiés peuvent être employés comme cela a été libéré dans les secteurs intérieurs. Au détriment des secteurs domestiques, l'Allemagne a trop gonflé la valeur ajoutée des exportations et en même temps a trop mis l'accent sur les étapes finales de la production. En conséquence, un boom pathologique des exportations s'est produit.
La crise économique mondiale est attribuée par Hans-Werner Sinn à l'abus de la limitation de responsabilité par les banques d'investissement américaines. L'absence d' exigences de réserves de capital a donné à ces banques la possibilité de poursuivre leurs activités avec des réserves de capital insuffisantes et les a encouragées à jouer. De plus, l'absence de responsabilité personnelle des propriétaires a créé de la même manière une volonté exagérée de prendre des risques et a ainsi provoqué la bulle immobilière aux États-Unis. Pour corriger cette situation, Hans-Werner Sinn a appelé à des exigences de réserve de capital considérablement plus élevées, à l'équilibrage des activités offshore et à un retour au principe comptable du moindre coût du code de commerce allemand (HGB).
Dans le contexte de la Grande Récession, Hans-Werner Sinn prône un retour à la tradition de l'ordolibéralisme et des économistes ordolibéraux comme Walter Eucken, Alfred Müller-Armack, Alexander Rüstow et Ludwig Erhard, qui soutenaient qu'un État fort devrait fournir un cadre ou un ordre économique à l'intérieur. lesquelles les forces du marché et la libre concurrence peuvent se développer. Les marchés ne s'autorégulent pas (Selbstregulierung), mais sont capables de processus autocontrôlés (Selbststeuerung) à l'intérieur d'un cadre institutionnel fourni par l'État.
Hans-Werner Sinn accuse les Verts de mener des politiques de protection de l'environnement avec des moyens inadaptés et d'ignorer les lois économiques du système européen d'échange de quotas d'émission ainsi que le marché mondial des combustibles fossiles. Dans son livre, The Green Paradox, il plaide pour l'inclusion de tous les pays du monde dans un système commun d'échange de droits d'émission post-Kyoto. Il est également favorable à l'utilisation d'une retenue à la source sur les rendements des investissements financiers pour freiner le désir des fournisseurs de ressources d'extraire davantage de combustibles fossiles.

## La réflexion sur la nature des soldes TARGET 2 à partir de 2011

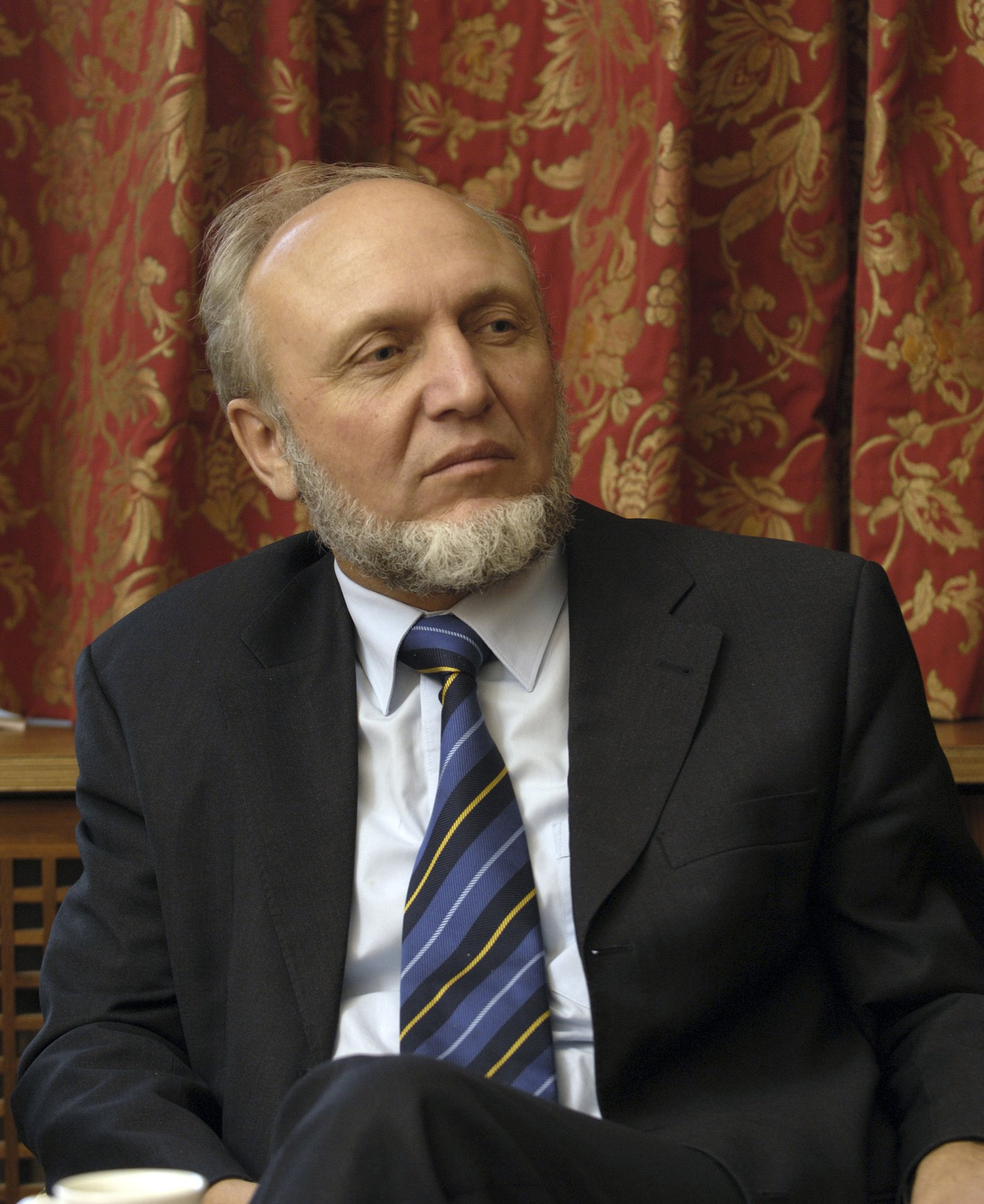

À compter du 10e sommet économique de Munich en mai 2011, Hans-Werner Sinn a soutenu publiquement que la BCE avait mené ce qu'il a appelé un "renflouement furtif" de la Grèce, de l'Irlande, du Portugal et de l'Espagne au cours des trois dernières années, finançant la fuite des capitaux et/ou les déficits des comptes courants en leur permettant d'accumuler des passifs massifs dans leurs comptes TARGET2,.
Après avoir évoqué sa position dans la presse, et sur internet,, il a expliqué en détail son analyse des soldes de TARGET2 à l’occasion d’un article d’une quarantaine de pages, entièrement consacré à la question, intitulé « Target Loans, Current Account Balances and Capital Flows ». Il a également évoqué les exportations de capitaux de l'Allemagne depuis l'introduction de l'euro et les perspectives auxquelles ces exportations pourraient être confrontées si la crise de l'euro se poursuivait et conduisait à l'introduction des euro -obligations, auxquelles il s'oppose. Tout en attirant beaucoup d'éloges pour sa focalisation sur les déséquilibres de Target2, les conclusions qu'il en tire ont été farouchement combattues par Karl Whelan. Whelan a à son tour été accusé par Frank Westermann d'avoir mal cité Hans-Werner Sinn, tout en répétant essentiellement les propres conclusions de Hans-Werner Sinn avec ses propres mots.

## Influence dans le débat public
Dans le cadre d’un sondage réalisé en 2006 par le Financial Times Deutschland et l'Association de politique sociale, 550 experts allemands de l’économie ont été interrogés et affirment, « seuls deux représentants de notre profession exercent une influence appréciable sur l'élaboration des politiques : Bert Rürup et Hans-Werner Sinn". Une étude de 2007 a attribué à Hans-Werner Sinn la deuxième place, derrière le lauréat allemand du prix Nobel Reinhard Selten, sur le critère du nombre de citations dans les revues scientifiques. Le journal britannique The Independent a compté Hans-Werner Sinn dans les dix personnalités ayant changé le monde en 2011.
L'hebdomadaire économique allemand WirtschaftsWoche a classé Hans-Werner Sinn en 2011 au 62e rang parmi les 100 personnes les plus puissantes d'Allemagne et l'a placé dans le classement no 1. 1 position parmi les "économistes les plus importants" du pays. En 2012, il a été inclus dans la liste des 50 personnes les plus influentes du Bloomberg Markets Magazine. En 2013, le Frankfurter Allgemeine Zeitung a placé Hans-Werner Sinn au premier rang de sa liste des économistes ayant le plus d'influence politique. Selon une enquête du magazine allemand Cicero publiée en janvier 2017, Hans-Werner Sinn occupe le 4e rang dans une liste des intellectuels allemands les plus importants en ce qui concerne leur influence sur le dialogue public au cours des dix dernières années.

## Affiliations
- Président de l'Institut international des finances publiques (2006-2009)
- Groupe consultatif économique européen au CESifo (depuis 2001)
- Académie des sciences de Rhénanie-du-Nord-Westphalie (depuis 2001)
- Académie bavaroise des sciences, division historico-philosophique (depuis 1996)
- National Bureau of Economic Research (NBER), Cambridge, Massachusetts, associé de recherche
- Membre du conseil consultatif du ministère allemand de l'économie (depuis 1989)

## Prix et distinctions
- Prix Karl-Hermann-Flach, Fondation Karl-Hermann-Flach (avril 2022)[31]
- Doctorat honorifique, université de Lucerne, Lucerne (novembre 2021)[32]
- Friedrich-List-Médaille en or, Association fédérale des universitaires et économistes allemands (bdvb) (2017)
- Doctorat honorifique, université d'économie, Prague (février 2017)
- Professeur de l'année 2015, Association allemande des professeurs d'université et chargés de cours (Deutscher Hochschulverband)[33]
- Doctorat honorifique, HHL Leipzig Graduate School of Management (juillet 2013)[34]
- Doctorat honorifique, université d'Helsinki (2011)
- Prix Gustav-Stolper d'Association de politique sociale (2008)
- Prix Europe de l'université de Maastricht (2008)
- Ordre Maximilien bavarois pour la science et l'art (2008)
- Conférence annuelle sur l'économie mondiale, université de Nottingham (2005)
- Croix fédérale allemande du mérite, première classe (2005)
- Prix International du Livre CORINE (2004)
- Conférences Tinbergen, Association économique royale des Pays-Bas (2004)
- Prix du livre d'économie du Financial Times Deutschland et de getAbstract AG (2003)
- Prix d'honneur des Wirtschaftsbeirates der Union e. V. (2003)
- Conférences Stevenson sur la citoyenneté, université de Glasgow (2000)
- Chercheur émérite, Atlantic Economic Society (2000)
- Croix fédérale allemande du mérite, sur ruban, (1999)
- Conférences Yrjö Jahnsson, université d'Helsinki (1999)
- Doctorat honorifique (Dr. rer. pol. hc), université de Magdebourg (1999)
- Prix spécial de la Fondation Herbert Quandt (1997)
- Professeur honoraire, université de Vienne (1988)
- Premier prix de l'université de Mannheim pour une thèse d'habilitation (1984, Fondation Schitag)
- Premier prix de l'université de Mannheim pour une thèse de doctorat (1979, Rheinische Hypothekenbank Foundation)
- Les 500 meilleurs économistes du monde selon IDEAS/RePEc[35]

L'économiste néerlandais et ancien secrétaire d'État à l'éducation, à la science et à la culture des Pays-Bas Rick van Ploeg a rendu hommage à la contribution de Hans-Werner Sinn au renforcement de l'économie en tant que matière en Allemagne et en Europe continentale.
Hans-Werner Sinn est membre du National Bureau of Economic Research à Cambridge, Massachusetts, et a été le premier économiste germanophone à donner les conférences Yrjö Jahnsson à Helsinki (1999) et les conférences Tinbergen à Amsterdam (2004).
Hans-Werner Sinn a dominé un classement des économistes allemands établi par le Frankfurter Allgemeine Zeitung (FAZ) en 2013, 2014 et 2015. Le classement du FAZ l'a nommé "l'économiste le plus influent d'Allemagne en 2014", affirmant qu'"aucun autre chercheur en économie en Allemagne n'a une telle visibilité dans les médias et la politique et n'est également actif dans la recherche". Depuis sa retraite en 2016, il occupe le deuxième rang. Dans le classement Handelsblatt 2006 des économistes allemands (Ökonomen-Ranking VWL), basé sur des citations croisées d'articles SSCI dans des revues SSCI, Hans-Werner Sinn s'est classé quatrième Dans une étude d'Ursprung et Zimmer. basée sur les citations SSCI par auteur de l'œuvre complète, Hans-Werner Sinn s'est classé deuxième de tous les économistes allemands, après le lauréat du prix Nobel Reinhard Selten. Dans la base de données RePEc, il est l'économiste allemand le plus fréquemment cité dans les travaux universitaires. Dans une enquête menée par le Financial Times Deutschland auprès de plus de 550 experts économiques allemands, Hans-Werner Sinn était l'un des deux professeurs en Allemagne (l'autre était Herbert Giersch) à attirer un large public d'élèves universitaires, et en termes d'influence politique, il a classé seulement derrière Bert Rürup en tête de la liste des professeurs allemands. Le journal britannique The Independent l'a désigné comme l'une des "dix personnes qui ont changé le monde" en 2011. Dans sa dernière évaluation de l'Institut Ifo, l'Association Leibniz a salué Hans-Werner Sinn comme l'un des "économistes les plus renommés d'Allemagne, qui réussit constamment à amener les questions économiques les plus variées au débat public".
Hans-Werner Sinn a publié 85 articles scientifiques dans des revues à comité de lecture, notamment l'American Economic Review, le Quarterly Journal of Economics, le Journal of Monetary Economics et le Journal of Public Economics. Il a écrit 36 articles scientifiques pour des volumes de conférence à comité de lecture, 23 commentaires scientifiques pour des revues à comité de lecture et des volumes de conférence, et environ 200 documents de politique académique dans divers médias. Il est l'auteur de 11 monographies savantes avec comité de lecture et de 10 monographies savantes sans comité de lecture. De plus, il a écrit de nombreux articles de journaux et donné de nombreuses interviews. De plus, il a fait des contributions plus longues pour la radio et la télévision et a fait de nombreuses apparitions dans des talk-shows. Plus de vingt articles sur sa personne ont été publiés dans des journaux allemands et étrangers. Son livre de 2003 " Ist Deutschland noch zu retten? " a stimulé le débat politique en Allemagne et influencé les réformes de l'Agenda 2010. Avec plus de 100 000 exemplaires imprimés, le livre est l'une des monographies de politique publique les plus populaires de l'histoire récente. Il a également été publié en anglais sous le titre "Can Germany be Saved?" par MIT Press en 2007. En réaction aux critiques de son livre dans les médias, Hans-Werner Sinn a écrit un livre de suivi en 2005, "Die Basarökonomie". Son livre The Green Paradox et ses recherches antérieures sur ce sujet ont déclenché un débat mondial, tout comme les recherches de Hans-Werner Sinn sur les équilibres cibles, qui sont résumées dans son livre Die Target Falle. Le livre de Hans-Werner Sinn Casino Capitalism a été désigné comme l'un des 50 meilleurs livres d'économie de tous les temps par Handelsblatt. Son livre "The Euro Trap: On Bursting Bubbles, Budgets, and Beliefs", publié par Oxford University Press en 2014, passe en revue les effets de l'adoption de l'euro comme monnaie commune et, en particulier, les mesures politiques prises pour lutter contre le crise de l'euro. Le livre a été salué comme "peut-être le livre scientifique le plus important sur l'euro depuis au moins une décennie" par Kenneth Rogoff.
Il est également un contributeur régulier de Project Syndicate depuis 2002.

## Publications
- Sinn, Hans-Werner, « A Rehabilitation of the Principle of Insufficient Reason », Quarterly Journal of Economics, vol. 94, no 3,‎ 1980, p. 493–506 (DOI 10.2307/1884581, JSTOR 1884581, CiteSeerx 10.1.1.135.7504)
- Sinn, « Stock–dependent Extraction Costs and the Technological Efficiency of Resource Depletion », Zeitschrift für Wirtschafts– und Sozialwissenschaften, vol. 101,‎ 1981, p. 507–517
- Hans-Werner Sinn, Economic Decisions under Uncertainty, Amsterdam, North-Holland, 1983 (ISBN 978-0-444-86387-4)
- Sinn, Hans-Werner, « Common Property Resources, Storage Facilities and Ownership Structures: A Cournot Model of the Oil Market », Economica, vol. 51, no 203,‎ 1984, p. 235–252 (DOI 10.2307/2554543, JSTOR 2554543)
- Hans-Werner Sinn., Capital Income Taxation and Resource Allocation, Amsterdam, North Holland, 1987 (ISBN 978-0-444-70208-1)
- Howitt et Howitt, P., « Gradual Reforms of Capital Income Taxation », American Economic Review, The American Economic Review, Vol. 79, No. 1, vol. 79, no 1,‎ 1989, p. 106–124 (JSTOR 1804777)
- Sinn, Gerlinde and Hans-Werner Sinn ; translated by Juli Irving-Lessmann. et Sinn, Gerlinde, Jumpstart. The Economic Unification of Germany, Cambridge, Massachusetts, MIT Press, 1992 (ISBN 978-0-262-19327-6, lire en ligne)
- Sinn, Hans-Werner, « A Theory of the Welfare State », Scandinavian Journal of Economics, vol. 97, no 4,‎ 1995, p. 495–526 (DOI 10.2307/3440540, JSTOR 3440540, S2CID 153611394)
- Sinn, « Pension Reform and Demographic Crisis: Why a Funded System is Needed and Why it is not Needed », CESifo Working Paper Series, no 195,‎ février 1999 (lire en ligne)
- Sinn, « The Selection Principle and Market Failure in Systems Competition », Journal of Public Economics, vol. 66, no 2,‎ 1997, p. 247–274 (DOI 10.1016/S0047-2727(97)00043-1)
- Hans-Werner Sinn, The New Systems Competition, Oxford, Basil Blackwell, coll. « Yrjö Jahnsson Lectures », 2003 (ISBN 978-0-631-21952-1)
- Sinn, « The Pay–as–you–go Pension System as a Fertility Insurance and Enforcement Device », Journal of Public Economics, vol. 88, nos 7–8,‎ 2004, p. 1335–1357 (DOI 10.1016/S0047-2727(03)00015-X, S2CID 19492182, lire en ligne)
- Hans-Werner Sinn, Die Basar–Ökonomie, Berlin, Econ, 2005 (ISBN 978-3-430-18536-3, lire en ligne )
- Sinn, Hans-Werner, Can Germany Be Saved? The Malaise of the World's First Welfare State, Cambridge, Massachusetts, MIT Press, 2007 (ISBN 978-0-262-19558-4, lire en ligne)
- Hans-Werner Sinn, Das grüne Paradoxon: Plädoyer für eine illusionsfreie Klimapolitik, Berlin, Econ, 2008 (ISBN 978-3-430-20062-2)
- Hans-Werner Sinn, Risk Taking, Limited Liability, and the Banking Crisis. Selected Reprints, Munich, Ifo Institute, 2008 (ISBN 978-3-88512-482-5)
- Hans-Werner Sinn, Kasino-Kapitalismus. Wie es zur Finanzkrise kam, und was jetzt zu tun ist., Berlin, Econ, 2009 (ISBN 978-3-430-20084-4)
- Hans-Werner Sinn, Casino Capitalism. How the Financial Crisis Came about and What Needs to Be Done Now, Oxford, Oxford University Press, 2010, 400 p.
- Hans-Werner Sinn, The Green Paradox, Cambridge, Mass., forthcoming with MIT Press, 2011
- Hans-Werner Sinn, The Euro Trap. On Bursting Bubbles, Budgets, and Beliefs, Oxford, Oxford University Press, 2014, 416 p. (ISBN 978-0-19-870213-9)
- Sinn, « Buffering volatility: A study on the limits of Germany's energy revolution », European Economic Review, vol. 99,‎ 2017, p. 130–150 (DOI 10.1016/j.euroecorev.2017.05.007, S2CID 157663409, lire en ligne)
- Sinn, Hans Werner (2016). Der Schwarze Juni: Brexit, Flüchtlingswelle, Euro-Desaster - Wie die Neugründung Europas gelingt, Herder, München 2016,  (ISBN 978-3-451-37745-7).
- Sinn, Hans Werner (2018). Auf der Suche nach der Wahrheit, Herder: München, p. 672.  (ISBN 978-3-451-34783-2).